# Gustaf Söderström
Gustaf Söderström (25. november 1865 – 12. november 1958) var en svensk atlet og tovtrækker.
Under OL i 1900 var Gustaf Söderström en del af det dansk/svenske tovtrækkerhold, som vandt en guldmedalje efter at have besejret Frankrig. Desuden sluttede Gustaf Söderström nummer 6 i både diskoskast og kuglestød ved samme OL.